# Clavipalpus spadiceus
Clavipalpus spadiceus är en skalbaggsart som beskrevs av Hermann Burmeister 1855. Clavipalpus spadiceus ingår i släktet Clavipalpus och familjen Melolonthidae. Inga underarter finns listade i Catalogue of Life.